# Eriksholm Skov
 For alternative betydninger, se Eriksholm. (Se også artikler, som begynder med Eriksholm)
Eriksholm Skov  er en omkring 170 hektar stor skov omkring, og ejet af Eriksholm Gods. Den ligger ud til Bramsnæs Bugt i den inderste del af Isefjorden, ca. 5 km sydøst for Holbæk. Vejen fra Holbæk til Munkholmbroen der går over fjorden, går gennem skoven. 
En bræmme langs kysten, den såkaldte  ”lange naturskov”,  er en del af naturfredningen Eriksholms skovkyster.